# Lepthyphantes kaszabi
Lepthyphantes kaszabi là một loài nhện trong họ Linyphiidae.
Loài này thuộc chi Lepthyphantes. Lepthyphantes kaszabi được Jörg Wunderlich miêu tả năm 1995.